# Jan II van Egmont
Jan II van Egmont ook wel Jan met de bellen (1385-1451) was heer van Egmont en van IJsselstein, ambachtheer van Breul, voogd van Gelre (voor zijn zoon Arnold van Egmont).

## Levensloop
Hij was een zoon van Arend van Egmont en Yolanda van Leiningen, vermoedelijk een dochter van Friedrich VIII. von Leiningen-Dagsburg (1342-1397) en Jolantha von Bergheim, Gräfin von Jülich  (?-1387). Jan wordt voor het eerst vermeld in 1405, als hij wordt gevraagd voor een bijeenkomst in Hagestein. Op 13 september 1407 ontvoerd hij Maria van Arkel, tijdens een feest op kasteel Caster, na enkele dagen kondigen ze hun verloving aan. Hij volgt zijn vader op in 1409 als heer van Egmont. Jan II van Egmont werd ook wel Jan met de bellen genaamd, wat sloeg op de belletjes op zijn harnas. De man was een vurige Kabeljauw en dus een vijand van Willem VI en Jacoba van Beieren. Hij verloor zijn landgoederen in de Arkelse oorlog en maakte zich na de dood van Willem VI meester van IJsselstein.
In het voorjaar van 1417 verraste Jacoba van Beieren met behulp van Hollandse en Stichtse troepen hem, met het beleg van IJsselstein. Na een kort beleg werd bij het verdrag bepaald dat alle muren en poorten geslecht moesten worden en de komende dertien jaren geen ommuringen mochten worden gebouwd en daarbij moest Jan II van Egmont de gravin Jacoba erkennen onder vernederende voorwaarden. Jan II is daarna naar Brabant gevlucht, waar hij met mede Kabeljauwse ballingen in het najaar het beleg van Gorinchem begon. Hij wist te ontsnappen nadat zijn medebroeders verslagen waren binnen Gorinchem. Jan II werd in 1451 in de slotkapel van het kasteel Egmond begraven.
Voor zijn zoon Arnold voerde hij het voogdschap als hertog van Gelre. Jan van Egmont was van 1423 tot 1433, regent van het hertogdom Gelre. Om dit te mogen doen, sloot hij een onderpand af voor de leningen verstrekt aan Jan van Beieren en Filips van Bourgondië. Daarvan kreeg hij de heerlijkheid Leerdam.

## Huwelijk & kinderen
Hij was gehuwd met Maria van Arkel, en was vader van:
- Arnold (-1473), Hertog van Gelre (door erfenis)
- Willem (1412-1483), heer van Egmont, heer van IJsselstein, stadhouder van Gelre, in 1437 getrouwd met Walburga van Moers, dochter van graaf Frederik van Moers.

Door het huwelijk tussen Jan en Maria, verkregen ze van Reinoud IV van Gelre 6000 Franse kronen als huwelijksgift.